# فلارشایم
فلارشایم (به آلمانی: Flarchheim) یک شهر در آلمان است که در اونستروت-هاینیش واقع شده‌است. فلارشایم ۴۶۹ نفر جمعیت دارد.